# Vicarello (Bracciano)
Vicarello è una frazione del comune di Bracciano, in provincia di Roma. Si trova a 7 km da Bracciano sulla strada che porta a Trevignano Romano (Strada Provinciale 4/a Via Settevene-Palo) su una collina che si affaccia sul lago, all'interno del territorio del parco naturale regionale di Bracciano - Martignano.

## Storia
Il territorio della frazione fa parte di una tenuta di 1.015 ha che in epoca romana apparteneva all'imperatore Marco Aurelio ed era nota come Vicus Aurelius, da cui l'attuale nome, ma il territorio era frequentato già in epoca etrusca per la presenza delle acque termali che richiamavano pellegrini e malati, come testimoniano le tombe e la stipe votiva ritrovata nell'area.
Della tenuta di Vicarello si hanno notizie in epoca medioevale, nel 1320, quando il territorio era di proprietà della famiglia dei di Vico, che lo vendettero successivamente all'ospedale di Santo Spirito in Sassia. Nel 1375, l'area divenne proprietà dello Stato Pontificio. Nel 1573 Papa Gregorio XIII donò la tenuta al Collegio Germanico, poi divenuto il Collegio Germanico Ungarico, che a sua volta la diede in enfiteusi agli Orsini. Nel 1692 il Collegio estinse il diritto di enfiteusi degli Orsini in quanto questi non pagavano il canone, riacquisì la completa proprietà del fondo, e nel 1737 costruì il primo stabilimento termale che divenne noto con il nome di Bagni di Vicarello.
Nel 1983 il Collegio Germanico Ungarico vendette la tenuta di Vicarello alla Società Agricola Vicarello. Quest'ultima nel 1989 venne incorporata dalla Vicarello Spa, società con sede in Italia ma controllata quasi interamente da una consociata del gruppo londinese Schroders. La Vicarello Spa presentò un articolato progetto di sfruttamento della tenuta che prevedeva fra l'altro una proposta di variante al PRG di Bracciano per consentirne l'edificazione e la realizzazione di un complesso alberghiero con campi da golf e infrastrutture commerciali, nonché una convenzione pluriennale per la gestione delle terme. 
Nel 1991 Il Consiglio comunale di Bracciano approvava una variante al PRG che accoglieva di fatto le proposte contenute nel progetto della Vicarello Spa. Alla decisione si opposero alcune associazioni ambientaliste che fecero ricorso al CORECO contro la delibera del Comune. Ne seguì una lunga vertenza amministrativa che vide coinvolti, oltre alla Vicarello Spa e alle associazioni ambientaliste, il ministero dei Beni culturali ed ambientali, l'Assessorato all'Urbanistica della Regione Lazio e la Soprintendenza per i beni ambientali e architettonici del Lazio. La vicenda si concluse nel 1999 con l'approvazione della legge regionale n. 36 che istituiva il parco naturale regionale di Bracciano-Martignano, includendo la tenuta di Vicarello nella zona di tutela integrale.
Il 30 aprile 2009 è stata presentata la mozione n. 279 al Consiglio regionale del Lazio avente per oggetto: «Acquisizione al patrimonio pubblico con destinazione a coerente utilizzo e beneficio pubblico della "Tenuta di Vicarello"».

## Monumenti e luoghi d'interesse
Nel territorio di Vicarello si trovano diversi siti di interesse storico e turistico:

### Borgo di Vicarello
Il Borgo si trova a 7 km da Bracciano lungo la provinciale 4A (Settevene - Palo) che conduce a Trevignano. La costruzione del borgo risale al 1700 quando nell'area del vecchio borgo venne realizzata una piantagione di olivi. Nel 1753 il borgo fu completato con la costruzione della chiesa dell'Annunziata, che sostituì la vecchia chiesa andata in rovina. Di fronte al borgo, sull'altro lato della strada, in posizione panoramica sul lago, si trova il Casino di caccia degli Orsini, detto anche Casina Valadier, in quanto acquistato nel 1789 dall'architetto romano Giuseppe Valadier. Il Casino è solitamente considerato facente parte del borgo, anche se fu edificato nel 1500, quindi antecedente all'attuale borgo. La costruzione fu edificata sui ruderi di una precedente villa romana che, secondo delle ricerche effettuate dal professor Antonio Maria Colini nel 1974, era collegata da una strada in basolato alla Via Clodia che scorreva lungo la riva occidentale del Lacus Sabatinus.

### Terme

Le terme di Vicarello nel 1930

Le acque termali di Vicarello erano note e frequentate fino dall'antichità come testimoniato dalle monete etrusche e greche risalenti al VII secolo a.C. ritrovate nel 1852. Dalla sorgente, posta circa 500 m a monte del Borgo, l'acqua esce ad una temperatura di circa 56  °C. La sua composizione bicarbonato-solfato-alcalino-terrosa, la rende idonea per fanghi e aerosol per la cura di reumatismi e artrosi. Essa costituisce, insieme alla sorgente termale di Stigliano ed alla Caldara di Manziana, un segno tangibile dell'attività magmatica del Vulcano Sabatino che ha cessato di esistere circa 40.000 anni fa. In epoca romana la località, nota con il nome di Aquae Apollinares, conobbe un notevole sviluppo con la costruzione delle terme, strade ed edifici vari. Dopo la caduta dell'Impero Romano le terme subirono parziali distruzioni, ad opera dei Saraceni prima e dei Longobardi poi, e persero quasi del tutto la loro importanza. Nel periodo rinascimentale, sotto la gestione degli Orsini, che avevano ottenuto la zona in enfiteusi da parte del Collegio Romano Ungarico, la situazione non migliorò. Nel 1692 le terme passarono sotto il controllo diretto del Collegio Romano Ungarico, proprietario del fondo, che nel 1737 costruì lo stabilimento termale di Bagni di Vicarello. Nel 1852 alcune parti del vecchio stabilimento vennero demolite per ampliare l'impianto ed accogliere un maggior numero di ospiti. In occasioni di questi lavori venne scoperta una stipe votiva contenente fra l'altro quattro calici d'argento incisi noti come i Bicchieri di Vicarello. Nel 1930 la gestione della casa termale venne affidata dal Collegio alle suore tedesche della congregazione di Nostra Signora di Muhlhausen, che la gestirono fino al 1970. Durante la seconda guerra mondiale la casa termale fu occupata per un breve periodo dalle truppe tedesche in ritirata e ospitò un piccolo ospedale militare. Nel 1962 furono effettuati lavori di ammodernamento in occasione del Concilio Vaticano II allo scopo di ospitare più confortevolmente i padri consiliari che decidevano di soggiornare alle terme. Dopo la vendita della tenuta di Vicarello alla Società Agricola Vicarello (1983) le terme sono state chiuse e sono tuttora abbandonate.
Scavi effettuati nella zona delle terme tra il 1974 ed il 1977 dal professor A. M. Colini hanno portato alla luce interessanti resti archeologici. Fra questi un Ninfeo dedicato ad Apollo cui era consacrato il sito, una Villa datata I secolo d.C. ed attribuita all'imperatore Domiziano, ed una grande statua di marmo detta l'Apollo di Vicarello.

### Acquedotto Traiano
A poche centinaia di metri dal Borgo sono visibili i resti dell'acquedotto Traiano, fatto costruire nel 109 d.C. dall'imperatore Traiano per alimentare la Regio XIV Transtiberim, corrispondente all'odierno quartiere romano di Trastevere.

### Villaggio preistorico
Nella parte della tenuta che affaccia sul lago, di fronte al Borgo, sono stati rinvenuti i resti di un villaggio preistorico risalente al secondo millennio a.C. in piena età del bronzo. Il villaggio, di tipo palafitticolo, si trova ora a circa 10 metri sotto il livello dell'acqua, probabilmente a causa di un innalzamento del livello delle acque nel corso dei secoli. Il villaggio fu scoperto nel 1975 dall'archeologa Maria Antonietta Fugazzola Delpino, soprintendente del Museo nazionale preistorico etnografico "Luigi Pigorini" di Roma. 
Nei pressi del sito sono stati recuperati diversi noccioli di Olea europea risalenti appunto al 2000 a.C.; questo fatto fa ipotizzare che la coltivazione dell'olivo fosse diffusa nella zona molto prima della colonizzazione greca.

### Antico oliveto
L'oliveto della tenuta di Vicarello fu impiantato nel 1700 nella zona ove sorgeva l'antico borgo. È costituito da circa 11.000 piante disposte su una superficie di oltre 100 ha. All'interno dell'oliveto si trova un edificio di origine romane detto Casa di Ledo che è stato restaurato nel 2005 per essere adibito a centro visite e museo del parco di Bracciano.